# (31843) 2000 CQ80
2000 CQ80 (asteroide 31843) é um asteroide da cintura principal. Possui uma excentricidade de 0.29145750 e uma inclinação de 20.34201º.
Este asteroide foi descoberto no dia 8 de fevereiro de 2000 por LINEAR em Socorro.